# 고륜순희공주
고륜순희공주(固倫純禧公主, 1671년 10월 28일 ~ 1741년 12월 7일)는 중국 청나라의 여자 황족이며 청 강희제의 이복 서얼 조카딸이다.

## 가계와 생애
청나라 제3대 황제 순치제의 서손녀이며, 화석공친왕(和碩恭親王)의 서녀이다. 어린 시절부터 이복 백부 강희제의 총애를 받은 그녀는 1690년 몽골족 출신 귀족 장군 보르지기트 반디(博爾濟吉特 班第)의 2번째 부인으로 결혼하였으며, 자녀는 없었다. 그녀는 1741년 12월 7일을 기하여 향년 70세로 훙서하였다.

## 같이 보기
- 고륜단민공주
- 보르지기트 반디